# Altered Carbon: Resleeved
Altered Carbon: Resleeved è un film d'animazione giapponese del 2020 diretto da Takeru Nakajima e Yoshiyuki Okada. Distribuito da Netflix, il lungometraggio è uno spin-off della serie televisiva Altered Carbon, adattamento del romanzo fantascientifico Bay City di Richard K. Morgan.

## Trama
Ambientato prima della serie originale Altered Carbon, Takeshi Kovacs si trova sul pianeta Latimer e viene assoldato per proteggere una tatuatrice di nome Holly Togram, mentre indaga sulla morte di un boss della Yakuza.

## Distribuzione
Il film è distribuito da Netflix dal 19 marzo 2020.